# هفت‌بند پنسیلوانیایی
علف هفت‌بند پنسیلوانیایی یا پلیگنوم پنسیلوانیکام (نام علمی: Polygonum pensylvanicum) نام یک گونه از سرده علف هفت‌بند است.